# Estación de Matosinhos
La estación ferroviaria de Matosinhos fue una plataforma ferroviaria del ramal de Matosinhos, que servía a la ciudad de Matosinhos, en Portugal.

## Historia
El ramal de Matosinhos fue construido por la empresa Dauderni & Duparchy en 1884, para transportar piedras desde las canteras de São Gens hasta los muelles del puerto de Leixões; en 1893, la Compañía del Camino de Hierro de Porto a Póvoa y Famalicão comenzó a explotar servicios de pasajeros y mercancías por este ramal.

### Cierre
El 30 de junio de 1965, fue cerrada la explotación ferroviaria en el ramal de Matosinhos.